# Odonteleotris macrodon
Odonteleotris macrodon är en fiskart som först beskrevs av Bleeker, 1854.  Odonteleotris macrodon ingår i släktet Odonteleotris och familjen Eleotridae. Inga underarter finns listade i Catalogue of Life.